# Udio
Udio és una eina d'intel·ligència artificial generativa que produeix cançons basades en descripcions textuals, combinant veus amb instruments. La seva versió beta gratuïta es va llançar públicament el 10 d'abril de 2024.
Fundat al desembre de 2023 per un equip d'investigadors de Google DeepMind encapçalats pel director executiu d'Udio, David Ding, el programa va rebre suport financer de l'empresa de capital de risc Andreessen Horowitz i dels músics will.i.am i Common, entre d'altres. Els crítics van elogiar la seva capacitat per a crear veus amb so realista, mentre que uns altres van expressar la seva preocupació per la possibilitat que les seves dades d'entrenament continguessin música protegida per drets d'autor.

## Història
Udio va ser creat al desembre de 2023 per un equip de quatre investigadors de Google DeepMind, inclòs el director executiu d'Udio, David Ding, Conor Durkan, Charlie Nash, Yaroslav Ganin i Andrew Sanchez, sota el nom d'Uncharted Labs. L'empresa de capital de risc Andreessen Horowitz; el distribuïdor de música UnitedMasters; els músics will.i.am, Tay Keith i Common; l'inversor Kevin Wall; el cofundador d'Instagram Mike Krieger; i l'investigador de DeepMind Oriol Vinyals van brindar suport financer a Udio, valorat en 10 milions de dòlars en finançament inicial (més els 8,5 milions de dòlars originals recaptats anteriorment). Va trigar diversos mesos en una fase beta tancada abans de ser llançat públicament el 10 d'abril de 2024, al lloc web d'Udio. A partir d'abril de 2024, va permetre als usuaris generar 600 cançons per mes de manera gratuïta. Sánchez ho va descriure com «permetrà als músics crear bona música i […] guanyar diners en el futur». La publicació d'aquesta eina va donar peu a la publicació d'altres generadors de text a música com Suno AI i Stability Audio.
Udio es va utilitzar per crear «BBL Drizzy» de Willonius Hatcher, una cançó parodia que es va tornar viral en el context de la disputa entre Drake i Kendrick Lamar, amb més de 23 milions de visites a X (Twitter, anteriorment) i 3,3 milions de reproduccions a SoundCloud la primera setmana.

## Capacitats
Udio crea cançons basades en instruccions textuals, que poden especificar el gènere musical, incloent quartet de barbershop, country, clàssica, hip hop, pop alemany, hard rock, entre d'altres. La lletra es crea amb un model de llenguatge gran (LLM), mentre que el procés utilitzat per a generar la música en si, a data d'abril de 2024, no ha estat revelat. El programa genera dues cançons basant-se en les indicacions, i els usuaris poden «remesclar» les seves cançons amb més indicacions de text. Les cançons es generen primer com a peces d'aproximadament 30 segons de durada i es poden ampliar en increments addicionals de 30 segons. Els subscriptors de pagament poden accedir a funcions avançades.

## Recepció
Mark Hachman, escriptor sènior de PC World, va comparar Udio amb els generadors d'art de IA i va elogiar la seva capacitat per a convertir «algunes lletres bastant pobres» en una cançó «bastant atractiva», i també va qualificar les veus que va generar com «increïblement realistes i fins i tot emocionals». Sabrina Ortiz de ZDNET va descriure les cançons que va generar com a «impressionants» i que sonaven «com si haguessin estat produïdes professionalment». També el va descriure com a «més complet i ric» que els altres generadors de text a música, que, segons va dir, tenien «més opcions de personalització». Ryan Morrison, de Tom's Guide, va assenyalar que Udio tenia «una sorprenent habilitat per a capturar emocions en veus sintètiques» i era l'únic generador de música amb IA «que havia capturat la passió, el dolor i l'esperit d'una interpretació vocal». Va afegir que el programa estava dirigit a «persones amb mínima o nul·la capacitat musical». Brian Hiatt de Rolling Stone va escriure que Udio era «més personalitzable però potser també menys intuïtiu d'usar que Suno AI» i va agregar que «alguns dels primers usuaris han opinat que, de mitjana, la sortida d'Udio pot sonar més nítida que la de Suno».
Per a Ars Technica, Benj Edwards va escriure que la capacitat de generació d'Udio era «imperfecta» i «menys impressionant» que la de Suno AI, i va assenyalar que les seves cançons eren substancialment més curtes. En resposta a l'anunci de la companyia sobre el llançament beta d'Udio a Twitter, Joshua Eustis, membre de Telefon Tel Aviv, va opinar a través d'X que Udio era «una aplicació per a reemplaçar als músics» i va qüestionar les dades que utilitzava. Udio també ha estat criticat a través de xarxes socials per ser «sense ànima» i per tenir el potencial de crear àudio deepfakes. Lucas Ropek de Gizmodo va afirmar que Udio estava «ple de ximpleries acústiques» i que les seves cançons eren «extraordinàriament dolentes».

### Preocupacions per drets d'autor
Els crítics d'Udio han qüestionat quines dades es van utilitzar per a entrenar-lo i si aquestes dades consistien en música protegida per drets d'autor. Rolling Stone va escriure que hi havia «raons substancials per a creure» que tant Udio com Suno AI van ser entrenats amb música protegida per drets d'autor, mentre que Benj Edwards d'Ars Technica va escriure que les seves dades d'entrenament «probablement estaven plenes de material protegit per drets d'autor». Udio no recrea directament cançons amb drets d'autor quan se li sol·licita. Ding ha declarat que Udio té «amplis filtres de drets d'autor automatitzats» i que l'empresa està «refinant contínuament [les seves] salvaguardes». Stability AI va adoptar un enfocament diferent amb Stable Audio 2.0 i va utilitzar un conjunt de dades de música amb llicència explícita anomenat AudioSparx.
Al juny de 2024, l'Associació de la Indústria Discogràfica dels Estats Units (RIAA) va interposar una demanda contra Udio i Suno AI, un altre generador de cançons, per suposada infracció massiva d'enregistraments sonors amb drets d'autor. L'acció legal cerca prohibir a aquestes empreses la formació sobre música amb drets d'autor i exigeix indemnitzacions de fins a 150,000 dòlars estatunidencs per cada infracció comesa.